# 基山
基山（きざん）は佐賀県三養基郡基山町と福岡県筑紫野市にまたがる標高404.5メートルの山。国の特別史跡基肄城跡が残る。

## 概要
脊振山地の東端にあたる。北・西・東の三峰があり県境にある北峰が最も高い（414.1メートル）が通常は西峰を基山と呼ぶ。肥前国風土記に「基肄之山」とあるほか「木山」「城山」などと表記された。読み方は「木山口若宮八幡宮縁起」によれば「基八間（きやま）」であったが地元では明治中期ごろまで「坊住（ぼうじゅ）」「城戸坊住」と呼ばれていた。なお、北峰は北帝（きたみかど）と呼ばれるがこれは基肄城の北門が付近にあり「北御門」が転じたものである。1889年（明治22年）、4村合併により「基山村」が成立したころから自治体名との混同をさけるため「きざん」と呼ばれるようになった。山名の由来は霧の転嫁（肥前国風土記）、「椽」の山城（日本書紀）などがある。山頂からは博多湾、高良山、筑後川、大宰府、大野城、有明海などが一望できる要衝にあり、飛鳥時代に大宰府防衛の拠点の一つとして基肄城が築かれた。
一帯は脊振北山県立自然公園の一角である。また九州自然歩道の基山コースが設定されている。草スキーでも知られている。

## 歴史

### 伝説
日本書紀には高天原から追放されたスサノオが子の五十猛神と新羅に行き、持ち帰った木の種を筑紫に最初に植えた、とあるが、この筑紫とは基山であるとして日本植林発祥の地を謳っている。山中に町が建てた石碑があり、説明文には『貝原益軒と久米邦武が日本書紀にある筑紫とは基山と断定した』との記述がある。

### 基肄城
基肄城建設を決めた天智天皇を記念した、鉾をかたどった記念碑「天智天皇欽仰碑」が1932年（昭和7年）に山頂付近に建立された。
万葉集にある、筑後守葛井連大成が大宰帥としての任を終えて奈良の都に帰った大伴旅人に贈った一首「いまよりは 城の山道は さぶしけむ わが通はんと おもひしものを」の城の山とは基山のことである。基山町立歴史民俗資料図書館前には歌碑が設置されている。また、同じく万葉集にある大伴旅人の妻の弔問に訪れた式部大輔石上堅魚朝臣が贈った歌とその返歌は記夷城に登った日に歌ったものだが、この記夷城も基肄城のことであり、すなわち基山のことである。
古代山城・基肄城跡は中世山城である「木山城」として再利用されており、南北朝時代の最終段階に北朝側の今川了俊が「城山(木山)」を攻め取り本陣としたとの記録がある。また、山頂付近には「いものがんぎ」といわれる中世の堀切が残っている。
天智天皇欽仰碑と同時期に建てられた「通天堂」という休憩所がある。避難所という通称があり、太平洋戦争開戦直前であっただけに、防空避難所としての役割もあったと推察されている。

## 寺社

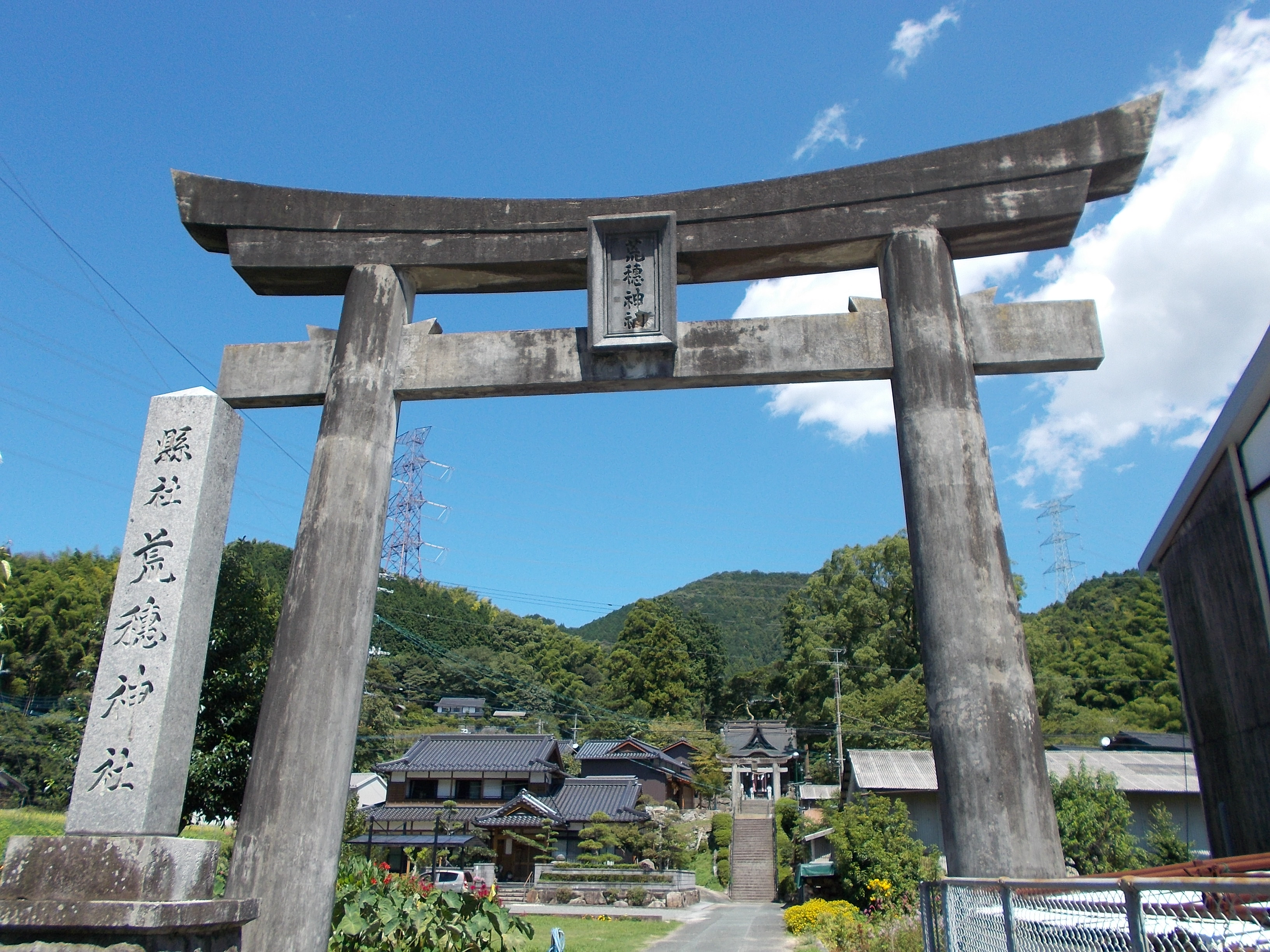
荒穂神社一の鳥居と基山

### 荒穂神社
山頂付近にある花崗岩の巨石は「霊霊石（タマタマ石）」と呼ばれ、民俗学上は麓にある荒穂神社が山頂にあったころ祀られていた自然神・産霊神である荒穂天神の磐座（神の宿る岩）とされている。1928年（昭和3年）に建立された荒穂神社の一の鳥居から社殿方向を見ると、社殿とその真後ろの山頂のタマタマ石とが一直線に並ぶようになっている。

### 住吉神社
基肄城築時に作られた南水門の隣接地には住吉三神を祀る住吉神社がある。勧請年は不詳だが天明4申辰年(1784年)の石製祠があり、現在に残る建物の築造は江戸時代に遡ると考えられている。

### 新宗教
基山町出身の僧侶木原覚恵を創始者とする真言宗系の新宗教「中山身語正宗」（1912年立教）と「光明念佛身語聖宗」（1975年設立）の本山（中山身語正宗大本山・瀧光徳寺と光明念佛身語聖宗総本山・本福寺）は共に基山中腹にある。

## 登山
原田駅から2.4km西にある林道の先に基山登山口がある。九州自然歩道との合流点は佐賀・福岡県境付近にある。九州自然歩道を北に進むと山口地区側登山口がある。

## 草スキー
草スキー場は1938年（昭和13年）に刊行された『基山郷土読本』で既に記されており、当時からスキー場として整備されていたことが分かっている。ピーク時の昭和30年代から40年代頃は多くの若者でにぎわい、山頂に売店小屋も建てられていた。
草スキー場を活かした国際交流などによる交流人口の増加を目的に「草守基肄（くさすきい）世界大会」が2016年から開催されている。